# Pedro Martín Butragueño
Pedro Martín Butragueño (6 de marzo de 1965, Madrid, España) es un sociolingüista español, naturalizado mexicano.

## Biografía
Actualmente radicado en México, es doctor en Filología Hispánica por la Universidad Autónoma de Madrid, y uno de los principales sociolingüistas de habla hispana. Sus trabajos abarcan desde la descripción dialectológica del español mexicano, hasta la elaboración de propuestas teórico metodológicas aplicadas a la sociolingüística variacionista.

## Educación
Licenciado en Lingüística Hispánica (1987) y Doctorado en Lingüística Hispánica (1991) por la Universidad Complutense de Madrid. Becario predoctoral del Plan de Formación de Personal Investigador en el Instituto de Filología (ahora Instituto de Lengua, Literatura y Antropología) del Consejo Superior de Investigaciones Científicas (Madrid, 1986-1991), con estancias en la State University of New York at Albany y El Colegio de México. Posdoctorado en El Colegio de México con beca del convenio CSIC-CONACYT (1992-1993). Profesor-investigador del Centro de Estudios Lingüísticos y Literarios de El Colegio de México (1994 a la fecha; categoría actual, S-I nivel 4). Miembro del Sistema Nacional de Investigadores desde 1995 (categoría actual, nivel III). Tiene también perfil PROMEP y forma parte de un cuerpo académico con categoría de consolidado. Recibió el Premio Wigberto Jiménez Moreno de 2002.
Sus líneas principales de investigación son la variación y el cambio lingüístico, fónico y sintáctico, y el estudio de la entonación y de las interficies entre ésta y la sintaxis, la pragmática y el discurso.

## Proyectos y líneas de investigación
Entre los proyectos generales que desarrolla destacan la “Fonología variable del español de México: procesos segmentales, entonación, palabra prosódica”; la “Historia sociolingüística de México” (en colaboración con Rebeca Barriga); el “Corpus sociolingüístico de la ciudad de México” (en colaboración con Yolanda Lastra, reúne grabaciones de más de 300 informantes a lo largo de unas 500 horas); el “Corpus oral del español de México” (en colaboración con Leonor Orozco y Érika Mendoza, con grabaciones de 150 personas de 12 ciudades repartidas por todo el país); el “Rescate de documentos orales depositados en El Colegio de México: el Habla de la ciudad de México (años sesenta) y el Habla de la República mexicana (años setenta)” (en colaboración con Julia Pozas, para el estudio de las grabaciones coordinadas por Juan M. Lope Blanch, en que se registra a cientos de hablantes de la Ciudad de México y de la República).
Ha sido invitado como profesor, colaborador, ponente, comentarista, conferencista o plenarista por diferentes instituciones: Asociación Alemana de Hispanistas (Leipzig), Benemérita Universidad Autónoma de Puebla, Colegio Madrid, Consejo Superior de Investigaciones Científicas (Madrid), El Colegio de Michoacán, Escuela Nacional de Antropología e Historia, Fundación Comillas (Santander, España), Fundación Española para la Ciencia y la Tecnología (Madrid), Instituto Cervantes, Instituto Nacional de Antropología e Historia, Real Academia Española, Universidad Autónoma de Nuevo León, Universidad Autónoma de Querétaro, Universidad Autónoma de Sinaloa, Universidad de Alcalá, Universidad de Guadalajara, Universidad de los Andes (Mérida, Venezuela), Universidad de Puerto Rico, Universidad del Valle de México, Universidad Nacional Autónoma de México, Universidad Popular del Cesar (Valledupar, Colombia), Universidad Veracruzana, Universidad de Santiago de Compostela, Universitat de València.
Ha impartido unos 50 cursos, cursillos, talleres y seminarios, individuales y colectivos, casi siempre de doctorado, de manera principal en El Colegio de México, pero también en otras universidades, sobre cambio y variación fónica y sintáctica, sociolingüística, entonación, metodología lingüística, dialectología, lenguas en contacto, lingüística de corpus, etc. Ha dirigido o dirige 21 tesis de licenciatura, maestría y especialmente doctorado; varias de ellas han sido premiadas. Ha participado en 47 jurados, comisiones de tesis y tutorías.
Forma o ha formado parte de diferentes grupos de trabajo, nacionales e internacionales. Entre los nacionales, puede destacarse la coordinación del “Grupo de investigación sociolingüística” y del “Seminario de prosodia”, así como la coordinación, junto con Esther Herrera, del Laboratorio de Estudios Fónicos de El Colegio de México. Otros grupos son los relacionados con los proyectos de documentación oral, ya mencionados. Entre los internacionales, destaca la colaboración en el “Proyecto para el estudio sociolingüístico del español de España y América”, en el “Atlas de entonación del español” y en la sección prosódica del “Atlas Lingüístico Románico”, así como el “Seminario de Variación y Diversidad”, en colaboración con el CSIC.
Ha realizado 129 dictámenes de artículos, libros, capítulos, proyectos, etc. Ha colaborado o colabora en tareas editoriales de 15 revistas científicas de filología y de lingüística, como bibliógrafo, editor de reseñas y miembro de consejos editoriales y de consejos asesores, en publicaciones mexicanas y extranjeras. Ha formado parte de numerosas comisiones académicas, permanentes o ad hoc, en El Colegio de México y en otras universidades nacionales y extranjeras. Administra o participa en diferentes medios electrónicos, entre los que destaca la página del Laboratorio de Estudios Fónicos. Es miembro de diferentes sociedades científicas.

## Publicaciones
- Rebeca Barriga Villanueva y Pedro Martín Butragueño (dirs.), Historia Sociolingüística de México. Vol 5: Nuevas visitas al pasado y al presente (México: El Colegio de México, 2022, 656 pp.; ISBN 978-607-564-227-7).
- Rebeca Barriga Villanueva y Pedro Martín Butragueño (dirs.). Historia sociolingüística de México. Vol. 4: La diversidad de las situaciones sociolingüísticas (México: El Colegio de México, 2021, 832 pp.; ISBN 978-607-564-204-8).
- Pedro Martín Butragueño y Yolanda Lastra (coords.). Corpus sociolingüístico de la ciudad de México. Materiales de PRESEEA - México. Vol. III: Hablantes de instrucción baja (México: El Colegio de México, 2015, 81 pp., + 1 CD; ISBN 978-607-462-837-1).
- Pedro Martín Butragueño y Leonor Orozco (eds.). Argumentos cuantitativos y cualitativos en sociolingüística. Segundo coloquio de cambio y variación lingüística (México: El Colegio de México, 2014, 802 pp.; ISBN 978-607-462-683-4).[4]
- Rebeca Barriga Villanueva y Pedro Martín Butragueño (dirs.). Historia sociolingüística de México. Vol. 3: Espacio, contacto y discurso político (México: El Colegio de México, 2014, 657 pp.; ISBN 978-607-462-523-3): Índice.[5]
- Pedro Martín Butragueño. Fonología variable del español de México. Vol. I: Procesos segmentales (México: El Colegio de México, 2014, 628 pp.; ISBN 978-607-462-501-1):[6]
- Pedro Martín Butragueño y Yolanda Lastra (coords.). Corpus sociolingüístico de la ciudad de México. Materiales de PRESEEA - México. Vol. II: Hablantes de instrucción media (México: El Colegio de México, 2012, 95 pp., + 1 CD; ISBN 978-607-462-367-3).[7]
- Pedro Martín Butragueño (ed.), Realismo en el análisis de corpus orales. Primer coloquio de cambio y variación lingüística (México: El Colegio de México, 2011, 606 pp.; ISBN 978-607-462-250-8)[8]
- Pedro Martín Butragueño y Yolanda Lastra (coords.), Corpus sociolingüístico de la ciudad de México. Materiales de PRESEEA - México. Vol. 1: Hablantes de instrucción superior (México: El Colegio de México, 2011, 103 pp. + 1 CD: ISBN 978-607-462-249-2)[1]
- Rebeca Barriga Villanueva y Pedro Martín Butragueño (dirs.), Historia sociolingüística de México (México: El Colegio de México, 2 vols., 1328 pp.): [Ficha].
- Esther Herrera Zendejas y Pedro Martín Butragueño (eds.), Fonología instrumental: patrones fónicos y variación (México: El Colegio de México, 2008, 376 pp.).
- Pedro Martín Butragueño (ed.), Líderes lingüísticos: estudios de variación y cambio (México: El Colegio de México, 2006)[9]
- Pedro Martín Butragueño (ed.), El cambio lingüístico: métodos y problemas (México: El Colegio de México, 2004).
- Esther Herrera Zendejas y Pedro Martín Butragueño (eds.), La tonía: dimensiones fonéticas y fonológicas (México: El Colegio de México, 2003).
- Pedro Martín Butragueño, Variación lingüística y teoría fonológica (México: El Colegio de México, 2002, 193 pp.).
- Pedro Martín Butragueño (ed.), Estructuras en contexto. Estudios de variación lingüística (México: El Colegio de México, 2000).